# Садовый (Лабинский район)
Садовый — упразднённый хутор в Лабинском районе Краснодарского края России. На момент упразднения входил в состав Вознесенского сельского округа. Исключен из учётных данных в 1997 году.

## География
Располагался на левом берегу реки Грязнуха 3-я, примерно в 0,5 км (по прямой) к югу от окраины хутора Красный.

## История
По данным на 1925 год хутор Садовый (быв. Долоевский) состоял из 15 хозяйств. В административном отношении входил в состав сельсовета Союза 16-ти хуторов Вознесенского района Армавирского округа Северо-Кавказского края.
Постановлением заксобрания Краснодарского края от 27 мая 1997 года № 639-П хутор исключен из учётных данных.

## Население
По данным на 1925 год на хуторе проживало 106 человек, в том числе 63 мужчины и 43 женщины.